# Зверев, Фёдор Трофимович
Фёдор Трофимович Зверев (20 сентября 1890, станица Наурская, Терская область — 16 января 1938, Бейрут, Великий Ливан) — русский военный лётчик, есаул Российской императорской армии. Участник Первой мировой войны, кавалер ордена Святого Георгия IV степени (1917). После Октябрьской революции служил в Добровольческой армии, Донской армии и Русской армии Врангеля, где был произведён в полковники. Эмигрировал в Константинополь, затем в Бейрут.

## Биография

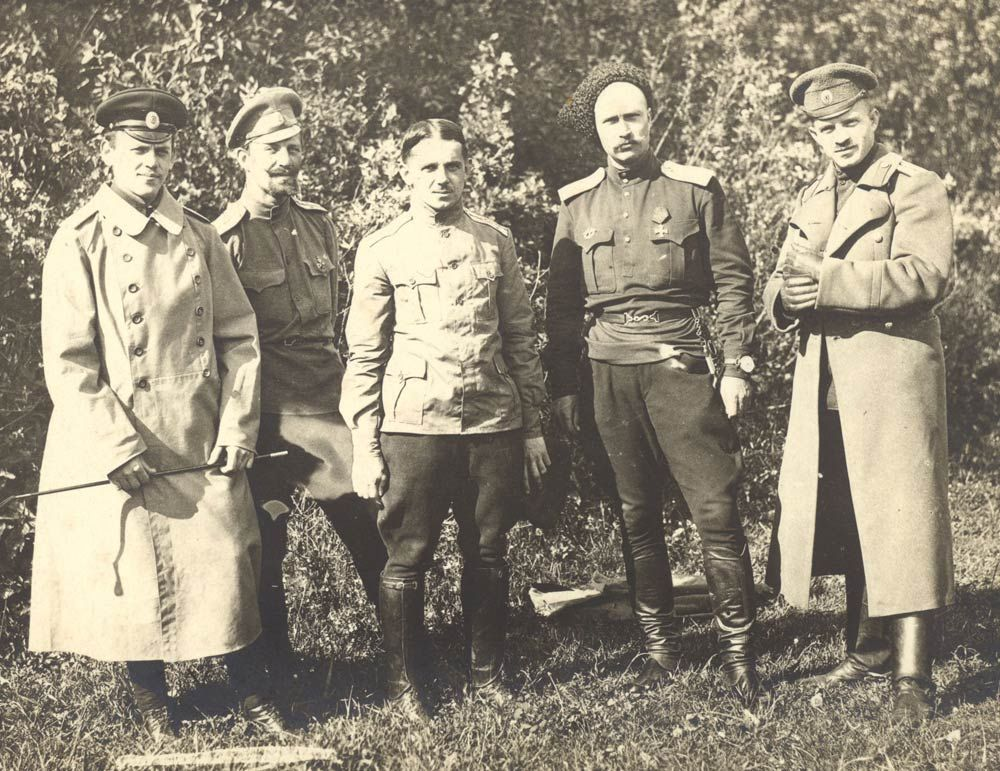
Русские авиаторы, 1917. Второй справа — Георгиевский кавалер подъесаул Фёдор Трофимович Зверев

Фёдор Зверев родился 20 сентября 1890 года в станице Наурская Терской области в православной казачьей семье. Образование получил во Владикавказском реальном училище, которое окончил в 1909 году, после чего до 1911 года обучался в Казанском военном училище.
6 августа 1911 года Фёдор Зверев был выпущен из училища в чине хорунжего в 1-й Горско-Моздокский полк Терского казачьего войска. 14 сентября 1913 года Зверев был назначен на должность младшего офицера 5-й сотни. 5 октября 1914 года был произведён в сотники. С 23 марта по 16 августа 1915 года принимал проходил курс обучения в Севастопольской военной авиационной школе, во время обучения в которой 17 апреля 1915 года получил звание военного лётчика.
Принимал участие в воздушных боях Первой мировой войны. 12 сентября 1915 года занял должность младшего офицера 1-го корпусного авиационного отряда, 17 июня следующего года стал начальником 4-го (по другим данным — 3-го) истребительного авиационного отряда. 10 апреля 1917 год Фёдор Зверев получил чин подъесаула. 3 октября того же года занял должность помощника командира авиационного дивизиона для охраны Петрограда, а уже 16 числа того же месяца был произведён в есаулы. 2 января 1918 года стал военным лётчиком 4-го Кавказского авиационного отряда.
30 мая 1918 года Фёдор Зверев был «уволен за штат», после чего вступил в ряды Добровольческой армии, где уже через три месяца службы, 3 сентября, занял должность командира 1-го авиационного отряда Астраханского авиационного дивизиона. Перешёл на службу в Донскую армию, где 1 марта 1919 года командовал 4-м Донским самолётным отрядом. В 1920 году служил в Русской армии Врангеля, где некоторое время состоял в распоряжении дежурного генерала Штаба Верховного главнокомандующего, а затем в начале июля был переведён в резерв лётчиков. 17 августа 1920 года Фёдор Зверев стал старшим офицером 6-го авиационного отряда, а вскоре был прикомандирован к Управлению начальника авиации. 24 августа 1920 года «за боевые отличия» Фёдор Трофимович получил чин войскового старшины, а уже через 6 дней — 30 августа — чин полковника, также «за боевые заслуги».
Был эвакуирован из Крыма на корабле «Сцегед». В эмиграции проживал в Константинополе. В 1923 году переехал в Великий Ливан, жил в так называемой казачьей станице в Бейруте. Живя в Великом Ливане, работал механиком, чертёжником во французском Генеральном штабе и чиновником в городском управлении, также был почётным членом и председателем контрольной комиссии Союза русских военных инвалидов в Сирии и Ливане.
С 1920-х годов в Ливане, тогда французской подмандатной территории, существовала территориальная организация казаков-эмигрантов — станица Бейрутская (Бейрутская казачья группа). В 1925 году она стала двадцать восьмым членом Казачьего Союза с центром в Париже. Зверев являлся атаманом этой станицы вплоть до 1938 года.
Фёдор Трофимович Зверев скончался 16 января 1938 года в Бейруте. Состоял в браке с Марией Владимировной, урождённой Прасоловой (1890 — 21 ноября 1972, Бейрут).

## Награды
Фёдор Трофимович Зверев был удостоен следующих наград:
- Орден Святого Станислава III степени с мечами и бантом (Высочайший приказ от 2 сентября 1915);
- Орден Святой Анны IV степени с надписью «За храбрость» (Высочайший приказ от 19 октября 1915);
- Орден Святой Анны III степени с мечами и бантом (Высочайший приказ от 14 декабря 1915);
- Орден Святого Станислава II степени с мечами (Высочайший приказ от 7 февраля 1917);
- Орден Святого Георгия IV степени (Приказ по армии и флоту от 4 марта 1917) — «за то, что в боях с 5-го — 15-е марта 1916 г. у озёр Нарочь-Вышневское произвел 15-го марта воздушную разведку в районе названных озёр и м. Свенцяны, причем, невзирая на сильный огонь, давший 57 пробоин в аппарате и некоторую неисправность мотора, выполнил задачу и обнаружил движение бригады пехоты с артиллерией, что имело для командующего 2-й армией важное значение».